# M14 (amas globulaire)
Pour les articles homonymes, voir M14.
M14 ou NGC 6402 est un amas globulaire situé dans la constellation d'Ophiuchus à environ 30 300 a.l. (9,3 kpc) du Soleil et à 13 000 a.l. (4,0 kpc) du centre de la Voie lactée. Il a été découvert par l'astronome français Charles Messier en 1764.

## Caractéristiques
L'envergure de M14 est d'environ 100 années-lumière et il contient quelque 150 000 étoiles. L'étoiles la plus brillante de l'amas atteint une magnitude visuelle de 14 et la magnitude apparente des 25 étoiles plus brillantes de l'amas dest de 15,44. On a découvert environ 70 étoiles variables dans l'amas. Plusieurs d'entre elles sont de type W Virginis, une sous classe des céphéides de type II. L'amas contient aussi un nombre considérables de type RR Lyrae.
Selon la base de données Simbad, la vitesse radiale héliocentrique de cet amas est égale à (−60,7 ± 0,4) km/s. William W. Harris indique une valeur semblable pour la vitesse, soit (−66,1 ± 1,8) km/s. Ayant une ellepticité de 0,11, M14 est l'un des amas qui s'éloignent notablement de la forme sphérique.
Selon une étude publiée en 2011 par J. Boyles et ses collègues, la métallicité de l'amas globulaire NGC 6402 est égale à -1,28 et sa masse est égale à 1 040 000 {\displaystyle M_{\odot }}. Dans cette même étude, la distance de l'amas est estimée à environ 10,6 kpc (∼34 600 al). Harris indique aussi une métallicité de -1,28. Une autre publication moins récente indique une métallicité de -1,66 ± 0,32 et un âge de 12,6 ± 2,0 milliards d'années. Simbad indique deux valeurs pour la métallicité, soit -1,130 et -1,39.
Une métallicité comprise entre -1,39 et -1,13 signifie que la concentration en fer de NGC 6402 est comprise entre 4,1 % et 7,4 % de celle du Soleil. Après le Big Bang, l'Univers étant surtout composé d'hydrogène et d'hélium, la métallicité était pratiquement nulle. L'univers s'est progressivement enrichi en métaux (éléments plus lourds que l'hélium) grâce à la synthèse de ceux-ci dans le cœur des étoiles. La métallicité des amas du halo de la Voie lactée varie d'un centième (1 %) à un dixième (10 %) de la métallicité solaire, ce qui signifie que ces amas se décomposent en deux sous-groupes, les relativement jeunes et les vieux. Selon sa métallicité, NGC 6402 serait donc un amas relativement vieux et riche en métaux.

## Observation
L'amas, loin d'étoiles brillantes, est difficile à repérer. L'amas globulaire M10 qui apparaît comme un bon point de repère en est distant à 10° au nord ce qui est énorme. Quant aux étoiles visibles à l'œil nu, la plus proche de l'amas est située à 21° est ! Du fait de sa distance, l'amas est difficilement résolvable en étoiles et a plutôt l'aspect laiteux d'une galaxie : un télescope de 300 mm est nécessaire pour commencer à résoudre quelques étoiles.[réf. souhaitée]
Cependant, avec une magnitude de 6,72 on peut facilement voir l'amas avec des jumelles, mais il est invisible à l'œil nu.

## Galerie

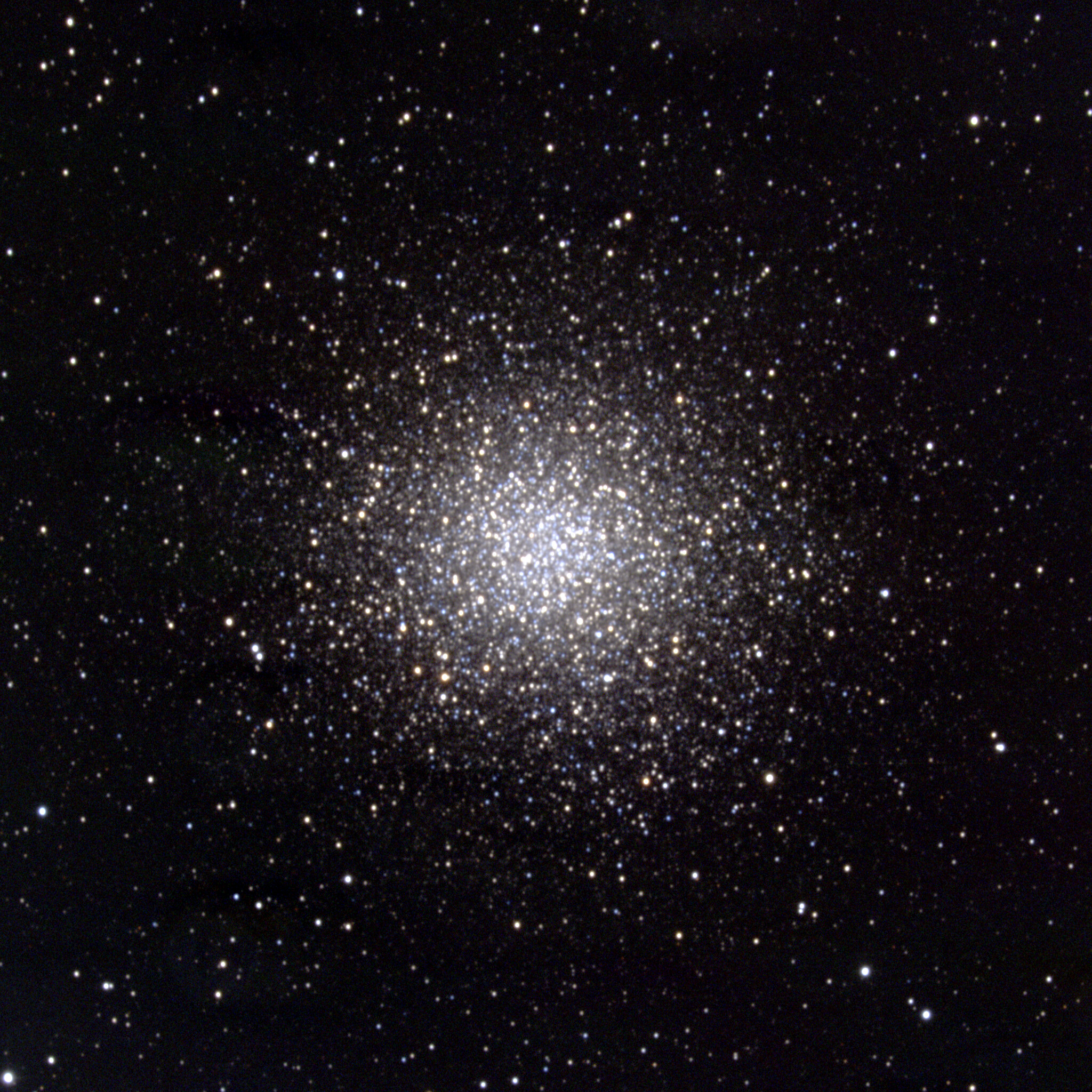
Messier 14 par le télescope KPNO de 0,9 mètre[10] de l'Observatoire de Kitt Peak.
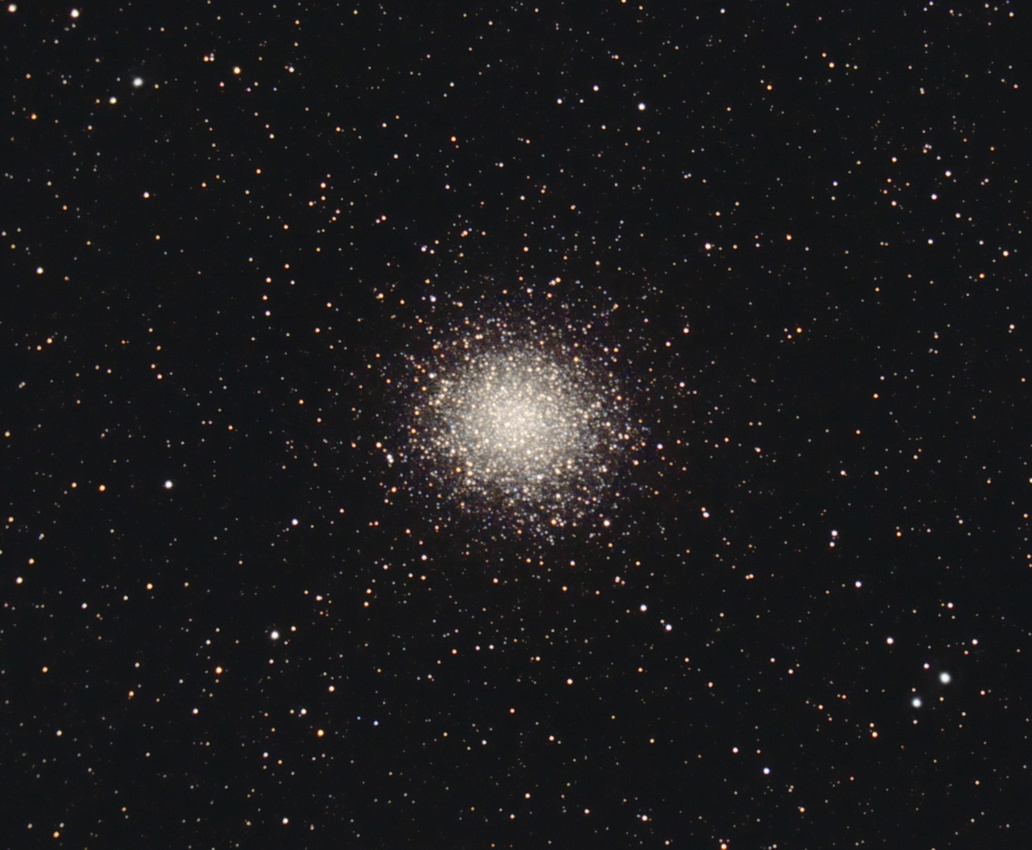
NGC en lumière visible.
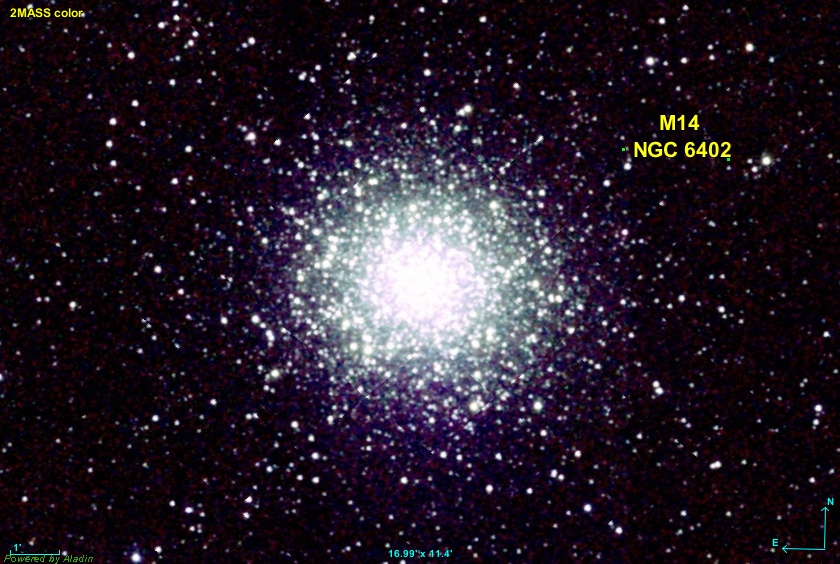
NGC 6402 en infrarouge par le relevé 2MASS.
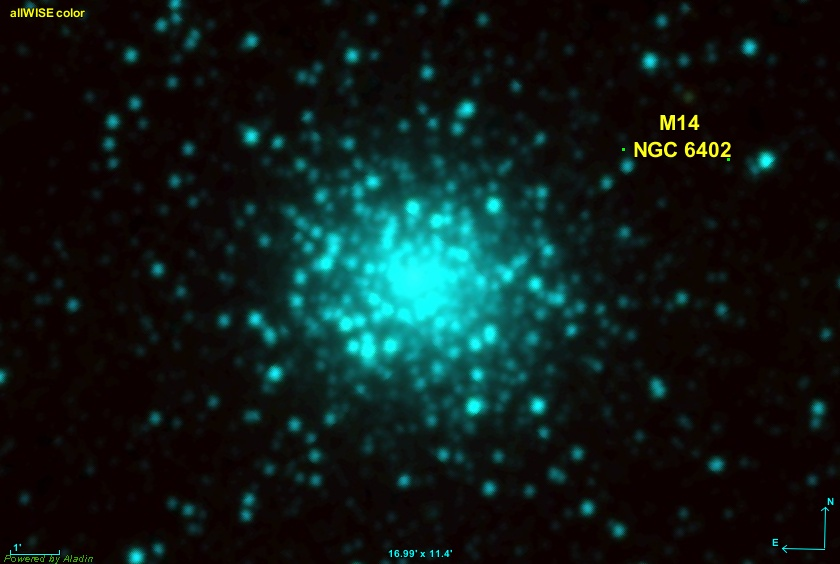
Autre image en infrarouge par le télescope spatial WISE